# Europäisches Jahr der Schiene
Als Europäisches Jahr der Schiene wurde das Jahr 2021 von der Europäischen Kommission ausgerufen, um den Zugverkehr in Europa zu fördern und um den Europäischen Green Deal im Bereich der Mobilität zu stärken und zu unterstützen. Bereits seit 1983 widmet die Europäische Union regelmäßig ein Kalenderjahr einem Thema, das namensgebend für das betreffende Europäische Jahr ist.

## Geschichte
Mit dem Ausruf eines „European Green Deal“ hatte Kommissionspräsidentin Ursula von der Leyen Ende 2019 den drohenden Klimawandel ins Zentrum der europäischen Politik gerückt. Im März 2020 erfolgte durch die für Verkehr zuständige EU-Kommissarin Adina Vălean der offizielle Vorschlag, das Jahr 2021 zum Europäischen Jahr der Schiene zu erklären. Adina Vălean erklärte hierzu in Brüssel: „Es steht ausser Frage, dass der Schienenverkehr auf den meisten Gebieten – Nachhaltigkeit, Sicherheit und sogar Geschwindigkeit – enorme Vorteile bietet, wenn seine Organisation und Technik den Standards des 21. Jahrhunderts entsprechen. Die Eisenbahn beinhaltet aber auch einen noch tieferen Aspekt, da sie die EU nicht nur auf der physischen Ebene verbindet. Die Schaffung eines europaweiten, kohärenten und funktionsfähigen Netzes ist ein Akt des politischen Zusammenhalts. Das Europäische Jahr der Schiene wurde nicht willkürlich gewählt. Es kommt zu einem passenden Zeitpunkt, zu dem die EU diese Art von gemeinschaftlichem Engagement braucht.“
Unterstützt wurde dieser Vorschlag von der deutschen wie auch der nachfolgenden portugiesischen EU-Ratspräsidentschaft. Am 1. Dezember stimmten die Europaabgeordneten des Verkehrsausschusses der Trilog-Einigung zwischen Rat, dem Europäischen Parlament und der Europäischen Kommission dem Vorschlag zu, womit das Jahr 2021 offiziell das Europäische Jahr der Schiene ist.

## Ziele des Jahres
Das Europäische Jahr soll zu einer rascheren Modernisierung des Bahnverkehrs beitragen und die Eisenbahn als Alternative zu weniger nachhaltigen Verkehrsträgern attraktiver machen und die Ziele des „European Green Deal“ zu erreichen. Mit Veranstaltungen, Kampagnen und Initiativen soll die Öffentlichkeit darauf aufmerksam gemacht werden, dass der Schienensektor als Verkehrsträger nachhaltig, innovativ und sicher ist. Rund 25 Prozent der Treibhausgasemissionen in der Europäischen Union werden gegenwärtig durch den Verkehr verursacht. Ziel der Union ist es, diese Emissionen bis 2050 um 90 Prozent zu reduzieren.

## Stimmen und Meinungen zum Europäischen Jahr der Schiene
Anna Deparnay-Grunenberg, Berichterstatterin für die Grünen im Europa-Parlament: „Mit dem Europäischen Jahr der Schiene verbinde ich die Hoffnung, dass es zu einem weiteren positiven Schub für die Nachtzüge in der EU kommen wird. Wäre es nicht toll, wenn neue Nachtzugverbindungen 2021 mit symbolträchtigen blauen Wagen und gelben Sternen quer durch Europa entstehen? Für mich wäre dies ein Indikator, dass wir auf dem richtigen Weg sind und dass die Verkehrswende in Fahrt kommt!“
Ismail Ertug, SPD, MdEP, S&D-Vizepräsident und Verkehrspolitischer Sprecher: „Die Bahn als Verkehrsmittel ist ein Grundpfeiler der europäischen Transportarchitektur. Sie ist nicht nur eines der saubersten und nachhaltigsten Fortbewegungsmittel, sondern auch eines der sichersten. In vielen Ländern wurde die Bahninfrastruktur jedoch jahrzehntelang eher stiefmütterlich behandelt. Dabei haben insbesondere Hochgeschwindigkeitszüge das Potential, viele, besonders klimaschädliche Kurzstreckenflüge überflüssig zu machen. Die Wiederbelebung des europäischen Nachtzugnetzes ist ein zentrales Thema des europäischen Jahrs der Schiene. In dem Zusammenhang ist es natürlich begrüßenswert, dass vier europäische Bahngesellschaften letzte Woche angekündigt haben, mehrere große europäische Städte in den nächsten Jahren wieder regelmäßig mit Nachtzügen zu verbinden.“